# IC 1267
IC 1267 — галактика типу SBb (компактна витягнута галактика) у сузір'ї Дракон.
Цей об'єкт міститься в оригінальній редакції індексного каталогу.